# Twenty 4 Seven-diszkográfia
Ez a szócikk a holland eurodance csapat Twenty 4 Seven diszkográfiája, mely 4 stúdióalbumot, 15 kislemezt, és 12 videoklipet tartalmaz.

## Stúdióalbumok
| Street Moves                                                          | - Megjelent: 1990. november 25. - Label: BCM Records - Formátum: CD · LP · MC | —  | —  | —  | —  | 25 | 50 | 69 |                                               |
| Slave to the Music                                                    | - Megjelent: 1993. november 22. - Label: Indisc - Formátum: CD · LP · MC      | 79 | 30 | 15 | 22 | —  | 17 | —  | - SAF: 2× Platina - CZE: Platina - NED: Arany |
| I Wanna Show You                                                      | - Megjelent: 1994. december 12. - Label: CNR Music - Formátum: CD · LP · MC   | —  | —  | 66 | 64 | 31 | —  | —  | - SAF: Arany                                  |
| Twenty 4 Hours a Day, Seven Days a Week                               | - Megjelent: 1997 szeptember - Label: CNR Music - Formátum: CD · MC           | —  | —  | —  | —  | —  | —  | —  |                                               |
| "—" nem volt slágerlistás helyezés, vagy nem jelent meg az országban. |                                                                               |    |    |    |    |    |    |    |                                               |

## Kislemezek
| Év                                  | Dal                      | Legjobb slágerlistás helyezés | Legjobb slágerlistás helyezés | Legjobb slágerlistás helyezés | Legjobb slágerlistás helyezés | Legjobb slágerlistás helyezés | Legjobb slágerlistás helyezés | Legjobb slágerlistás helyezés | Legjobb slágerlistás helyezés | Legjobb slágerlistás helyezés | Legjobb slágerlistás helyezés | Legjobb slágerlistás helyezés | Legjobb slágerlistás helyezés | Legjobb slágerlistás helyezés | Legjobb slágerlistás helyezés | Díjak, jelölések                         | Album                                   |
| Év                                  | Dal                      | AUS                           | AUT                           | FRA                           | BEL (Vl)                      | ITA                           | GER                           | NED                           | NOR                           | FIN                           | NZ                            | SUI                           | SWE                           | UK                            | EUR                           | Díjak, jelölések                         | Album                                   |
| ----------------------------------- | ------------------------ | ----------------------------- | ----------------------------- | ----------------------------- | ----------------------------- | ----------------------------- | ----------------------------- | ----------------------------- | ----------------------------- | ----------------------------- | ----------------------------- | ----------------------------- | ----------------------------- | ----------------------------- | ----------------------------- | ---------------------------------------- | --------------------------------------- |
| 1989                                | "I Can't Stand It"       | 130                           | 2                             | 39                            | 38                            | 2                             | 3                             | 17                            | —                             | —                             | 22                            | 2                             | 5                             | 7                             | 1                             | - GER: Arany - ITA: Arany - SPA: Arany   | Street Moves                            |
| 1990                                | "Are You Dreaming?"      | —                             | 22                            | —                             | —                             | 8                             | 16                            | 18                            | —                             | 6                             | —                             | 4                             | —                             | 17                            | 8                             |                                          | Street Moves                            |
| 1992                                | "It Could Have Been You" | —                             | —                             | —                             | —                             | —                             | —                             | —                             | —                             | —                             | —                             | —                             | —                             | —                             | —                             |                                          | N/A                                     |
| 1993                                | "Slave to the Music"     | 2                             | —                             | —                             | 23                            | —                             | 8                             | 6                             | 5                             | 7                             | —                             | 14                            | 4                             | —                             | 20                            | - AUS: Platina - GER: Arany - POL: Arany | Slave to the Music                      |
| 1993                                | "Is It Love"             | 20                            | 9                             | —                             | 11                            | —                             | 5                             | 6                             | —                             | —                             | —                             | 24                            | 7                             | —                             | 11                            | - GER: Arany                             | Slave to the Music                      |
| 1993                                | "Music Is My Life"       | —                             | —                             | —                             | —                             | —                             | —                             | —                             | —                             | —                             | —                             | —                             | —                             | —                             | —                             |                                          | Slave to the Music                      |
| 1994                                | "Take Me Away"           | 52                            | 28                            | —                             | 24                            | —                             | 14                            | 11                            | —                             | 20                            | —                             | 41                            | 23                            | —                             | 25                            |                                          | Slave to the Music                      |
| 1994                                | "Leave Them Alone"       | 89                            | 23                            | —                             | 41                            | —                             | 36                            | 9                             | —                             | 17                            | —                             | —                             | 34                            | —                             | 39                            |                                          | Slave to the Music                      |
| 1994                                | "Oh Baby"                | 120                           | —                             | —                             | 27                            | —                             | 33                            | 26                            | —                             | —                             | —                             | 37                            | —                             | —                             | —                             |                                          | I Wanna Show You                        |
| 1995                                | "Keep On Tryin'"         | 189                           | —                             | —                             | 32                            | —                             | —                             | 29                            | —                             | —                             | —                             | —                             | —                             | —                             | —                             |                                          | I Wanna Show You                        |
| 1996                                | "We Are the World"       | —                             | —                             | —                             | —                             | —                             | -                             | 39                            | —                             | —                             | —                             | —                             | —                             | —                             | 32                            |                                          | Twenty 4 Hours A Day, Seven Days A Week |
| 1997                                | "If You Want My Love"    | —                             | —                             | —                             | —                             | —                             | —                             | 77                            | —                             | —                             | —                             | —                             | —                             | —                             | —                             |                                          | Twenty 4 Hours A Day, Seven Days A Week |
| 1997                                | "Friday Night"           | —                             | —                             | —                             | —                             | —                             | —                             | —                             | —                             | —                             | —                             | —                             | —                             | —                             | —                             |                                          | Twenty 4 Hours A Day, Seven Days A Week |
| 1999                                | "Ne Ne"                  | —                             | —                             | —                             | —                             | —                             | —                             | —                             | —                             | —                             | —                             | —                             | —                             | —                             | —                             |                                          | csak kislemezen                         |
| 2007                                | "Like Flames"            | —                             | —                             | —                             | —                             | —                             | —                             | 20                            | —                             | —                             | —                             | —                             | —                             | —                             | —                             |                                          | csak kislemezen                         |
| 2012                                | "The Reason"             | —                             | —                             | —                             | —                             | —                             | —                             | 33                            | —                             | —                             | —                             | —                             | —                             | —                             | —                             |                                          | csak kislemezen                         |
| "—" nem volt slágerlistás helyezés. |                          |                               |                               |                               |                               |                               |                               |                               |                               |                               |                               |                               |                               |                               |                               |                                          |                                         |

## Egyéb kislemezek

### Mint a Twenty 4th Street
| Év   | Dal                 | Slágerlistás helyezés | Album        |
| Év   | Dal                 | Hot Dance Club Play   | Album        |
| ---- | ------------------- | --------------------- | ------------ |
| 1991 | "I Can't Stand It!" | 44                    | Street Moves |

## Videoklipek
Ez a lista a hivatalos videoklipeket tartalmazza, melyek a megjelent dalokhoz készültek.
| Év   | Dal                           | Rendező         |
| ---- | ----------------------------- | --------------- |
| 1989 | "I Can't Stand It"            |                 |
| 1990 | "Are You Dreaming?"           |                 |
| 1993 | "Slave to the Music"          | Fernando Garcia |
| 1993 | "Is It Love"                  | Fernando Garcia |
| 1994 | "Take Me Away"                | Fernando Garcia |
| 1994 | "Leave Them Alone"            |                 |
| 1994 | "Oh Baby"                     | Steve Walker    |
| 1996 | "We Are the World"            | Steve Walker    |
| 1997 | "If You Want My Love"         | Steve Walker    |
| 1997 | "Friday Night"                |                 |
| 2007 | "Like Flames"                 |                 |
| 2010 | "Slave To The Music Reloaded" |                 |